# HZ 7123
De 7123, ook wel Regio Swinger genoemd, is een tweedelig dieselhydraulisch treinstel uitgerust met kantelbaktechniek voor het langeafstandspersonenvervoer van de Kroatische spoorwegmaatschappij Hrvatske željeznice (HŽ).

## Geschiedenis
De trein werd ontworpen voor het regionaal personenvervoer op trajecten met veel bochten. De treinen van het type Regio Swinger is de voortzetting van het type BR 611. Deze treinen werden door technische problemen niet verder gebouwd. De bij deze treinen gebruikte technologie werd door ADtranz verder ontwikkeld. Door problemen werden de laatste acht treinen van het type BR 612 bestemd voor DB niet van Bombardier afgenomen. Op 22 juli 2003 werd het contract getekend en deze treinen werden in de loop van 2004 geleverd.

### Ongevallen
Op 24 november 2006 botste de ICN 521 Zagreb – Split met de treinstellen 7123 003/004 in de buurt van het station Kosovo op een overweg op een vrachtwagen. Hierbij werd de chauffeur van de vrachtwagen gedood. Deze trein is tot op heden nog niet gerepareerd.
Op 24 juli 2009 ontspoorde de ICN 521 Zagreb – Split met de treinstellen 7123 009/010 tussen Perkovic und Katel Stari. Bij dit ongeval werden zes personen gedood. Door de grote hitte van de week klom de trein op het spoor en kwam vervolgens tegen een bergrand om compleet naast het spoor terecht te komen.
De gevolgen hadden ernstiger kunnen zijn doordat een spooronderhoudsvoertuig met hoge snelheid langs de plaats van het ongeval reed.
De andere treinen de ICN 524 Split - Zagreb en de ICN 1523 Zagreb - Split op het traject bevonden zich in Katel Stari en in Labin Dalmatinski.
In april 2010 waren er vier treinstellen voor de treindienst beschikbaar.

## Constructie en techniek
De trein is opgebouwd uit een aluminium frame met een frontdeel van GVK. Om meer comfort op lange afstand te bieden werd kantelbaktechniek toegepast. Deze treinen kunnen tot vier stuks gecombineerd rijden. De treinen zijn uitgerust met luchtvering. Typerend aan deze trein is de toepassing aan beide kopeinden van Scharfenberg-koppelingen.

### Kantelbaktechniek
In tegenstelling van de kantelbaktechniek van Fiat zijn deze treinen uitgerust met een elektronisch geleide techniek ontwikkeld waarbij de hoeken van drie draaistellen gemeten wordt. Bij de treinen zorgt een computer ervoor dat door een hydraulisch systeem de hoek van een bocht tot 8° wordt vergroot.

## Treindiensten
De treinen worden door de Hrvatske željeznice (HŽ) ingezet op de volgende trajecten.
- Zagreb - Rijeka
- Zagreb - Split